# Luckau
Luckau (baix sòrab: Łukow) és un municipi alemany que pertany a l'estat de Brandenburg.

## Districtes
| - Bergen - Cahnsdorf - Duben - Egsdorf - Freesdorf - Fürstlich Drehna mit Tugam | - Gießmannsdorf - Görlsdorf - Karche-Zaacko - Kreblitz - Kümmritz - Paserin | - Rüdingsdorf - Schlabendorf - Uckro - Wierigsdorf - Willmersdorf-Stöbritz - Terpt - Zieckau | - Zöllmersdorf amb Pelkwitz |

## Evolució demogràfica
- Evolució demogràfica en els límits de 2019
- Evolució actual i les previsions demogràfiques

| Any  | Població |
| ---- | -------- |
| 1875 | 11 475   |
| 1890 | 11 369   |
| 1910 | 10 947   |
| 1925 | 11 083   |
| 1933 | 11 117   |
| 1939 | 11 022   |
| 1946 | 15 343   |
| 1950 | 14 672   |
| 1964 | 13 011   |
| 1971 | 12 746   |
| 1981 | 12 318   |
| 1985 | 11 926   |
| 1989 | 11 514   |

| Any  | Població |
| ---- | -------- |
| 1990 | 11 389   |
| 1991 | 11 116   |
| 1992 | 11 138   |
| 1993 | 10 970   |
| 1994 | 10 924   |
| 1995 | 10 751   |
| 1996 | 10 920   |
| 1997 | 10 964   |
| 1998 | 10 883   |
| 1999 | 11 089   |

| Any  | Població |
| ---- | -------- |
| 2000 | 11 104   |
| 2001 | 10 919   |
| 2002 | 10 736   |
| 2003 | 10 604   |
| 2004 | 10 556   |
| 2005 | 10 642   |
| 2006 | 10 477   |
| 2007 | 10 452   |
| 2008 | 10 334   |
| 2009 | 10 231   |

| Any  | Població |
| ---- | -------- |
| 2010 | 10 130   |
| 2011 | 9 818    |
| 2012 | 9 738    |
| 2013 | 9 610    |
| 2014 | 9 558    |
| 2015 | 9 533    |
| 2016 | 9 574    |
| 2017 | 9 729    |
| 2018 | 9 582    |
| 2019 | 9 565    |

| Any  | Població |
| ---- | -------- |
| 2020 | 9 443    |

## Agermanaments
- Sława